# 国鉄タキ42250形貨車
国鉄タキ42250形貨車（こくてつタキ42250がたかしゃ）は、かつて日本国有鉄道（国鉄）及び1987年（昭和62年）4月の国鉄分割民営化後は、日本貨物鉄道（JR貨物）に在籍した私有貨車（タンク車）である。

## 概要
本形式は、ナフタリン専用の32t積タンク車として1978年（昭和53年）3月9日から1979年（昭和54年）10月27日にかけて2ロット5両（タキ42250 - タキ42254）が製作された。この内4両（タキ42250 - タキ42253）はタキ1500形（タキ15455, タキ15463, タキ15458, タキ15459）からの改造車である。改造内容はタンク体は種車のものを活用して温水加熱装置、外板（キセ）が装備された。
所有者は、日本陸運産業の1社のみであり、その常備駅は、総武本線越中島支線の越中島駅、鹿児島本線の西八幡駅であったがその後全車京葉臨海鉄道臨海本線の、村田駅（現在の千葉貨物駅）常備となった。全車生涯所有者が変わることなく運用された。
ナフタリンを専用種別とする形式には、他には例がなく本形式が唯一の存在であった。
1979年（昭和54年）10月より化成品分類番号「侵40」（侵食性の物質、可燃性固体、危険性度合3（小））が標記された。
塗色は、黒色であり、全長は13,700mm、全幅は2,600mm、全高は3,863mm、台車中心間距離は9,600mm、実容積は33.3m3、自重は21.6t、換算両数は積車5.5、空車2.0、台車はベッテンドルフ式のTR41DS13又はTR225であった。
1987年4月の国鉄分割民営化時には全車（5両）がJR貨物に継承されたが、1996年（平成8年）1月に最後まで在籍した1両（タキ42254）が廃車となり、同時に形式消滅となった。

### 年度別製造数
各年度による製造会社（改造による編入車は改造会社）と両数、所有者は次のとおりである。（所有者は落成時の社名）
- 昭和53年度 - 4両
  - 川崎重工業 4両 日本陸運産業（タキ42250 - タキ42253、タキ1500形（タキ15455, タキ15463, タキ15458, タキ15459）からの改造車）
- 昭和54年度 - 1両
  - 川崎重工業 1両 日本陸運産業（タキ42254）